# Seth Sincere
Seth Muenfuh Sincere (* 28. April 1998 in Abuja) ist ein nigerianischer Fußballspieler.

## Karriere

### Verein
Sincere spielte in der Nachwuchsabteilung von Rhapsody FC. Seine Profikarriere begann er mit seinem Wechsel zum türkischen Erstligisten Yeni Malatyaspor. Von diesem wurde er in der ersten Saison sowohl in der Reserve- als auch in der 1. Mannschaft eingesetzt und gehörte ab dem Sommer 2018 vollständig dem Profikader an.

### Nationalmannschaft
Sincere begann seine Nationalmannschaftskarriere 2015 mit einem Einsatz für die nigerianische U-23-Nationalmannschaft. Mit ihr nahm er an der U-23-Afrika-Cup 2015 teil und wurde mit ihm Turniersieger. 2016 gehörte er zum Kader der Olympiaauswahl seines Landes an, die an den Olympischen Sommerspielen teilnahm, und gewann mit seinem Team die Bronzemedaille.

## Erfolge
Mit der Nigerianische U-23-Nationalmannschaft
- U-23-Afrikameister: 2015
- Bronzemedaillengewinner der Olympischen Sommerspiele: 2016